# Opcochina
Opcochina is een geslacht van hooiwagens uit de familie Trionyxellidae.
De wetenschappelijke naam Opcochina is voor het eerst geldig gepubliceerd door Roewer in 1927. 

## Soorten
Opcochina omvat de volgende 2 soorten:
- Opcochina carli
- Opcochina gravelyi